# Ki-33戰鬥機
Ki-33戰鬥機（日语：キ-33）是一款由三菱重工業於1936年為日本陸軍所製造的試驗型機種。

## 概要
1935年6月日本陸軍因爲日本海軍九試單座戰鬥機的完工而大受刺激，因而要求三菱重工業、中島飛機及川崎重工業製造出能與九試單座戰鬥機相比的戰鬥機。這三間公司分別提出了Ki-33、Ki-27以及Ki-28的原型機，但由於三菱重工業當時將重心放在如何使海軍的Ka-14量產故不重視這款飛機的研發工作。因此，Ki-33最後因速度及機動性皆不及其餘2架而落選，未能投入量產。

## 規格
- 全備重量: 1412公斤

- 機身空重: 1132公斤

- 寬度: 11公尺

- 長度: 7.54公尺

- 高度: 3.19公尺

- 主翼面積: 17.8平方公尺

- 武裝: 7.7釐米機槍2架

- 載員: 1名